# Bernex (Ginebra)
Bernex és un municipi suís del cantó de Ginebra.